# Черлені щити
«Черле́ні щити́» — історичний роман українського письменника Володимира Малика, написаний 1985 року. У творі розповідається про боротьбу Київської Русі проти половців у першій половині 80-х років 12-го століття. Одним з головних епізодів твору є невдалий похід новгород-сіверського князя Ігоря Святославовича у половецькі землі. Цей похід описується у літопису «Слово о полку Ігоревім».

## Персонажі

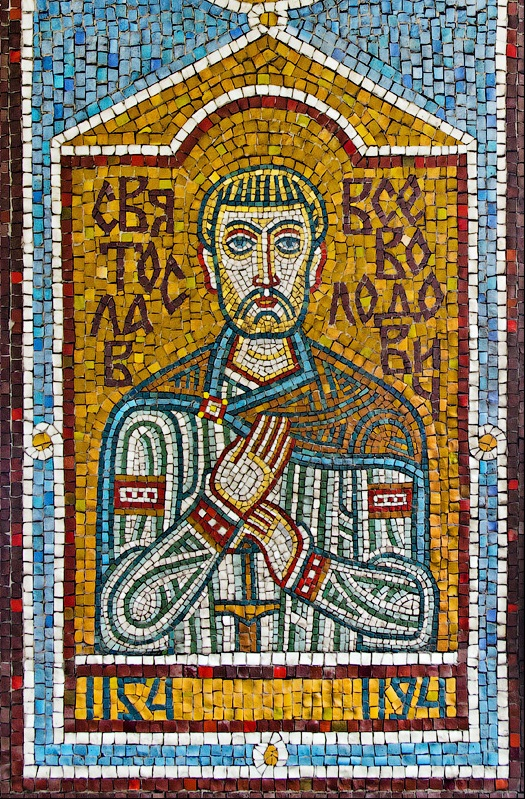
Великий князь Святослав (мозаїка)

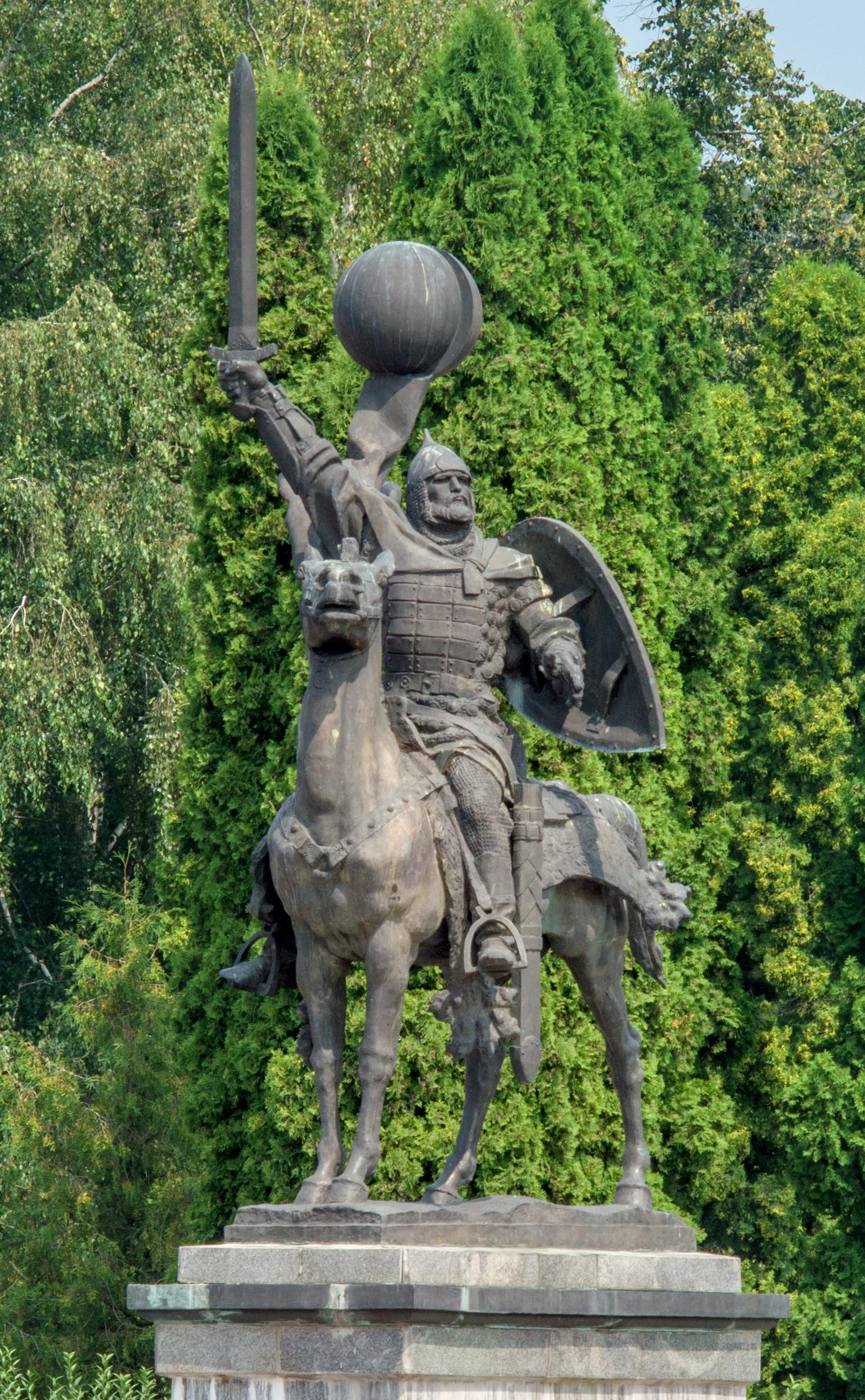
Пам'ятник князю Ігорю (Новгород-Сіверський)

Головні герої:
- Ждан — селянин з Сіверщини
- Святослав Всеволодович — великий князь київський
- Ігор Святославич — князь Новгород-Сіверський
- Слувута — київський боярин.
- Самуїл — купець з Києва

Руські князі:
- Рюрик Ростиславич — великий князь Руської землі
- Володимир Глібович — переяславський князь
- Ярослав Всеволодович — чернігівський князь, брат великого князя Святослава.
- Всеволод Святославич — трубчевський князь
- Святослав Ольгович — рильський князь
- Ярослав Осмомисл — князь галицький
- Володимир Галицький — син Ярослава Осмомисла.
- Володимир Ігорович — путивльський князь
- Давид Ростиславич — смоленський князь

Союзники руських князів:
- Кунтувдей — хан чорних клобуків
- Кулдюр — хан чорних клобуків
- Ольстин Олексич — воєвода ковуїв

Половецькі хани:
- Кончак
- Кобяк
- Кза
- Туглій
- Турундай